# Ditassa taxifolia
Ditassa taxifolia är en oleanderväxtart som beskrevs av Joseph Decaisne. Ditassa taxifolia ingår i släktet Ditassa och familjen oleanderväxter. Inga underarter finns listade i Catalogue of Life.